# Burmington
Burmington est un village et une paroisse civile du Warwickshire, en Angleterre. Il est situé dans le sud du comté, à 3 km au sud de la ville de Shipston-on-Stour, près de la frontière du Gloucestershire. Administrativement, il relève du district de Stratford-on-Avon.

## Toponymie
Burmington est un nom d'origine vieil-anglaise. Il désigne une ferme (tūn) associée à un homme nommé Beornmund ou Beorma. Il est attesté sous la forme Burdintone dans le Domesday Book, compilé en 1086.

## Démographie
Au recensement de 2011, la paroisse civile de Burmington comptait 164 habitants.